# Le Troisième
Pour plus de détails, voir Fiche technique et Distribution.
Le Troisième (Der Dritte) est un film est-allemand réalisé par Egon Günther, sorti en 1972. Il s'agit d'une adaptation d'une nouvelle d'Eberhard Panitz (de), intitulée Unter den Bäumen regnet es zweimal et publiée en 1969.

## Synopsis
Margit Fließer est trentenaire, mère célibataire de deux enfants de pères différents et travaille comme mathématicienne. Elle a une vie émancipée et recherche toujours l'amour. Malgré deux déceptions, elle ne renonce pas, même si elle doit défier les conventions sociales. Elle pense avoir trouvé le troisième homme dans sa vie en la personne de son collègue Hrdlitschka, même si elle ne sait rien de lui. Elle regarde aussi vers son passé:
Ayant perdu sa mère très jeune, elle grandit dans un orphelinat religieux où règne l'hypocrisie. Elle va à la faculté et rencontre son premier amour. Bachmann est professeur, il est séduisant et la trompe. Lorsqu'elle le quitte, elle est enceinte et demande à son université un délai à cause de sa grossesse. Plus tard, Margit rencontre un homme aveugle qui l'impressionne par son amour de la littérature et de la musique. Ils se mettent ensemble, et l'argent de cet homme lui permet de financer la fin de ses études. Elle est de nouveau enceinte, perd son statut d'étudiante et commence à boire. Il lui demande de le suivre à Berlin-Ouest, mais elle refuse.
Avec Hrdlitschka maintenant tout sera différent, elle fait tout pour le conquérir. Elle apprend de sa mère qu'il aime la randonnée. Mais quand elle le rencontre "par hasard" dans le train et qu'il l'invite à randonner, elle refuse en inventant un ami malade. Seule sa meilleure amie Lucie, qui a une relation malheureuse avec un homme marié, croit en cette histoire. Quand elle le revoit dans le train, elle accepte son invitation à marcher. Ils s'entendent bien, il accepte ses deux filles. Le mariage arrive.

## Fiche technique
- Titre original : Der Dritte
- Titre français : Le Troisième[1]
- Réalisation : Egon Günther assisté d'Elke Niebelschütz
- Scénario : Günther Rücker (de)
- Musique : Karl-Ernst Sasse
- Direction artistique : Harald Horn
- Costumes : Christiane Dorst
- Photographie : Erich Gusko (de)
- Son : Werner Blaß
- Montage : Rita Hiller (de)
- Production : Heinz Mentel
- Sociétés de production : DEFA
- Société de distribution : VEB Progress Film-Vertrieb
- Pays d'origine :  Allemagne de l'Est
- Langue : allemand
- Format : Couleurs - 1,37:1 - Mono - 35 mm
- Genre : Drame
- Durée : 111 minutes
- Dates de sortie :
  -  Allemagne de l'Est : 16 mars 1972.
  -  Hongrie : 16 août 1972.
  -  Suède : 13 août 1973.

## Distribution
- Jutta Hoffmann: Margit
- Barbara Dittus: Lucie
- Rolf Ludwig: Hrdlitschka
- Armin Mueller-Stahl: L'aveugle
- Peter Köhncke: Bachmann
- Erika Pelikowsky: La mère supérieure
- Christine Schorn: La jeune femme
- Jaecki Schwarz: Le jeune homme
- Klaus Manchen: L'amie de Lucie
- Walter Lendrich: Le président de la faculté
- Ruth Kommerell: La mère de Hrdlitschka
- Fred Delmare: L'homme à la chaise
- Christoph Beyertt: Le chapelain

## Accueil
Le film suscite en Allemagne de l'est un débat sur la place de la femme dans la société. Par ailleurs, certaine scènes sont critiquées, notamment une tentative d'avortement et des "scènes lesbiennes latentes".[réf. souhaitée]

### Distinctions
- Mostra de Venise 1972 : Prix d'interprétation féminine décerné à Jutta Hoffmann[2]